# پروانگ ام گرابنزی
پروانگ ام گرابنزی (به آلمانی: Perwang am Grabensee) یک منطقهٔ مسکونی در اتریش است که در برونو آم این واقع شده‌است. پروانگ ام گرابنزی ۶٫۸۲ کیلومتر مربع مساحت دارد ۵۳۱ متر بالاتر از سطح دریا واقع شده‌است.